# Breathe (песня The Prodigy)
«Breathe» (с англ. — «Дыши») — 11-й сингл британского электронного коллектива The Prodigy. Второй сингл с альбома The Fat of the Land. Песня заняла 1-е место во многих хит-парадах.

## Характеристика
Основную вокальную партию исполнил Кит Флинт. Песня представляет собой сочетание вокала, мерных ударов гитар и канонады «фирменной» электроники Лайама Хоулетта. Сингл стал сплавом рока и танца: его ритм-секция была сравнима с лучшими образцами хард-хауса и техно. Издевающийся вокал Кита напоминал манеру Джонни Роттена из Sex Pistols.

## Сингл
Как и Firestarter, Breathe имеет инструментальную версию. Также на сингле присутствует мощный би-сайд The Trick — довольно своеобразный эксперимент Лайама и попытка создать сочетание дрожащих фортепианных звуков и глубоких басов.

## Список композиций
1. Breathe (edit) (03:59)
2. Their Law (featuring PWEI) (live at Phoenix Festival '96) (05:24)
3. Poison (Live at the Tourhout & Werchter Festival '96) (05:16)
4. The Trick (04:25)

## Клип
В клипе для «Вreathe» Уолтер Стерн снова сумел создать подходящую атмосферу паранойи и тревоги. Кит и Максим находятся по разные стороны стены, разделяющей комнату, при этом Кит пытается проломить её, чтобы наброситься на Максима, который, когда бы камера ни задерживалась на нём, испепеляет её своими кошачьими линзами и при этом порочно усмехается. Затем вся группа предстает перед зрителем в заброшенной грязной комнате: некоторые предметы, вопреки законам гравитации, стоят на потолке. Эта картинка прерывается крупным планом сороконожки, медленно ползущей по полке с антикварными книгами. Также в тёмных углах комнаты прячется крокодил. Клип стал идеальной иллюстрацией песни, содержащей бесконечную череду призрачных видений, таинственных, пугающих, врезающихся в память.

## Принятие песни
Реакция критиков на «Вreathe» была благоприятной. Похвалу музыкальной прессы можно было предугадать почти с точностью, однако «The Prodigy» начала фигурировать в материалах национальной прессы, причём не в том виде, как в статье «Мейл он санди». Теперь о «The Prodigy» писали как о некоем феномене британской музыки, новаторской альтернативе засилью традиционного «папиного рока», заполнившего эфир. В особенности привлекал внимание Лайам, подлинный талант, чья музыка не только превосходно отражала настоящее, но и указывала путь в будущее. В своей рецензии на «Вreathe» газета «Гардиан», в частности, писала: «Лайам Хоулетт, один из великих музыкальных вундеркиндов, просто не может не сочинять удивительные песни».
Сингл, украшенный великолепно-насмешливым тягучим вокалом Кита, ещё раз доказал, что группа была, конечно же, «электронными панками», как её определяли сами участники. Её музыка и стиль поведения концентрировали в себе нигилистическое настроение панка, о чём Лайам сказал так:
«Панк-рок — это образ жизни. Наш образ жизни можно описать примерно так: „Вот мы, независимо от того, хотите вы, блин, этого или нет“. Если это панк-рок, значит, мы — панк-рок».

## Чарты
| Чарты (1996—1997)                   | Высшая позиция |
| ----------------------------------- | -------------- |
| Австралия (ARIA)                    | 2              |
| Австрия (Ö3 Austria Top 40)         | 6              |
| Бельгия/Фландрия (Ultratop 50)      | 7              |
| Бельгия/Валлония (Ultratop 50)      | 2              |
| Канада (RPM Top Singles)            | 65             |
| Канада (RPM Rock/Alternative)       | 28             |
| Canada (Nielsen SoundScan)          | 3              |
| Czech Republic (IFPI)               | 1              |
| Denmark (IFPI)                      | 1              |
| Europe (Eurochart Hot 100)          | 1              |
| Финляндия (Suomen virallinen lista) | 1              |
| Франция (SNEP)                      | 26             |
| Германия (GfK)                      | 8              |
| Hungary (Mahasz)                    | 1              |
| Iceland (Íslenski Listinn Topp 40)  | 4              |
| Ирландия (IRMA)                     | 1              |
| Italy (FIMI)                        | 8              |
| Нидерланды (Dutch Top 40)           | 9              |
| Нидерланды (Single Top 100)         | 10             |
| Новая Зеландия (Recorded Music NZ)  | 3              |
| Норвегия (VG-lista)                 | 1              |
| Шотландия (OCC Scotland)            | 1              |
| Швеция (Sverigetopplistan)          | 1              |
| Швейцария (Schweizer Hitparade)     | 5              |
| Великобритания (OCC UK Singles)     | 1              |
| Великобритания (OCC UK Dance)       | 2              |
| США (Billboard Alternative Airplay) | 18             |

| Чарт (2019)                                   | Высшая позиция |
| --------------------------------------------- | -------------- |
| US Dance/Electronic Digital Songs (Billboard) | 14             |

| Чарт (1996)                    | Позиция |
| ------------------------------ | ------- |
| Belgium (Ultratop 50 Wallonia) | 82      |
| Netherlands (Dutch Top 40)     | 113     |
| Sweden (Sverigetopplistan)     | 5       |
| UK Singles (OCC)               | 14      |

| Чарт (1997)                       | Позиция |
| --------------------------------- | ------- |
| Australia (ARIA)                  | 9       |
| Belgium (Ultratop 50 Wallonia)    | 61      |
| Europe (Eurochart Hot 100)        | 20      |
| Germany (Official German Charts)  | 52      |
| New Zealand (Recorded Music NZ)   | 7       |
| Romania (Romanian Top 100)        | 20      |
| Sweden (Sverigetopplistan)        | 26      |
| Switzerland (Schweizer Hitparade) | 35      |
| UK Singles (OCC)                  | 101     |

## Сертификации
| Регион | Сертификация  | Продажи   |
| --- | ------------- | --------- |
| Австралия (ARIA) | 2× Платиновый | 140 000^  |
| Бельгия (BEA) | Золотой       | 25 000*   |
| Канада (Music Canada) | Платиновый    | 80 000    |
| Финляндия (Musiikkituottajat) | Платиновый    | 10,507    |
| Германия (BVMI) | Золотой       | 250 000^  |
| Новая Зеландия (RMNZ) | Платиновый    | 10 000*   |
| Польша (ZPAV) | Золотой       | 50 000*   |
| Швеция (GLF) | Платиновый    | 30 000^   |
| Великобритания (BPI) | 2× Платиновый | 1 200 000 |
| * Данные о продажах приведены только на основе сертификации. · ^ Данные о тиражах приведены только на основе сертификации. · Данные о продажах + прослушиваниях приведены только на основе сертификации. |               |           |